# Marc Aloy i Guàrdia
Marc Aloy i Guàrdia (Manresa, 1979) és un polític i arquitecte català, alcalde de Manresa , des del 27 de juny del 2020. És membre d'Esquerra Republicana de Catalunya des del 2000.